# Андерссон, Александер
Александер Андерссон (швед. Alexander Andersson; Пустой шаблон {{ВД-Преамбула}} ) — шведский футболист, нападающий клуба «Юргорден».

## Клубная карьера
На юношеском уровне выступал за «Броммапойкарну». Перед сезоном 2025 года перешёл в «Юргорден». В марте начал тренироваться с основным составом клуба и принимать участие в товарищеских матчах. Интерес к нападающему проявляли английский «Манчестер Сити», нидерландские «Фейеноорд» и «Аякс», а также австрийский «Зальцбург». 12 мая в матче с «Гётеборгом» впервые попал в заявку, но на поле не появился. 19 мая во встрече «Эльфсборгом» дебютировал за «Юргорден» в чемпионате Швеции, заменив на 86-й минуте Аугуста Приске. На момент дебюта ему было 15 лет и 24 дня, благодаря чему он стал самым молодым игроком в истории чемпионата Швеции, побив рекорд, ранее принадлежавший Никласу Беркроту.

## Клубная статистика
| Выступление      | Выступление      | Выступление      | Лига | Лига | Кубки | Кубки | Конт. кубки | Конт. кубки | Итого | Итого |
| Клуб             | Лига             | Сезон            | Игры | Голы | Игры  | Голы  | Игры        | Голы        | Игры  | Голы  |
| ---------------- | ---------------- | ---------------- | ---- | ---- | ----- | ----- | ----------- | ----------- | ----- | ----- |
| Юргорден         | Алльсвенскан     | 2025             | 1    | 0    | 0     | 0     | 0           | 0           | 1     | 0     |
| Юргорден         | Итого            | Итого            | 1    | 0    | 0     | 0     | 0           | 0           | 1     | 0     |
| Всего за карьеру | Всего за карьеру | Всего за карьеру | 1    | 0    | 0     | 0     | 0           | 0           | 1     | 0     |